# مولتی‌اکسیدان
اکسندۀ آمیخته یا مولتی‌اُکسیدان (به انگلیسی: Mixed-Oxidant) یک نوع محلول گندزدا است که برای گندزدایی، ضدعفونی کردن و از بین بردن میکروارگانیسم‌های بیماری‌زا در آب و در کاربردهای مختلف از جمله آشامیدنی، صنعتی، تصفیهٔ فاضلاب و پساب، گندزدایی آب استخر و … مورد استفاده قرار می‌گیرد.
استفاده از محلول مولتی اکسیدان برای گندزدایی آب نسبت به سایر روش‌ها مانند هیپوکلریت سدیم و پرکلرین دارای مزایای مختلفی مانند بالاتر بودن قدرت گندزدایی، دارا بودن مقدار باقی‌مانده در آب و ایمنی بیشتر نسبت به روش‌هایی مانند کلر گازی و ازن‌زنی است.
محلول مولتی اکسیدان از الکترولیز محلول نمک طعام (کلرید سدیم) تولید شده و مخلوطی از ترکیبات گندزدا است. سهم اصلی این مواد گندزدا را ترکیبات کلر آزاد (ClO-، HClO و Cl2 محلول) تشکیل داده و مقادیر بالایی از ترکیبات دیگر مانند دی‌اکسید کلر (ClO2) محلول، ازن محلول، آب اکسیژنه و اکسیژن محلول در آن وجود دارد.

## عملکرد

### واکنش‌ها
تولید محلول مولتی اکسیدان در محل و به وسیله دستگاه الکترولیز انجام می‌شود. ورودی این دستگاه محلول آب و نمک کلرید سدیم است، به نحوی که pH محلول خروجی در محدوده خنثی (۷–۸/۴) بوده و غلظت گندزدای خروجی متناسب با غلظت نمک در ورودی، ولتاژ، جریان و زمان الکترولیز است.
دستگاه تولیدکننده محلول مولتی اکسیدان به روش الکترولیز دارای الکترودهای مقاوم در برابر خوردگی (DSA) بوده و به نحوی ساخته شده‌است که در قسمت‌های مختلف به‌طور همزمان ولتاژهای مختلفی برای الکترولیز ایجاد می‌شود. به این ترتیب واکنش‌های مختلفی در قطب‌های آند و کاتد رخ داده و بنابراین، مواد اکسنده مختلفی تولید می‌شود.
در این فرایند ابتدا یون کلرید در آند به گاز کلر تبدیل شده و سپس سایر فرآیندهای مربوطه انجام می‌گیرد.
2Cl- ↔ Cl2 + 2e- ……… -۱/۳۶V
0/5Cl2 + H2O ↔ HClO + H+ + e- ……… -۱/۶۱ V
Cl- + H2O ↔ HClO + H+ + e- ……… -۱/۴۸ V
Cl- + 2OH- ↔ ClO- + H2O + 2e- ……… -۰/۸۱ V
NaCl + H2O + 2e- ↔ NaOCl + H2
با انجام مجموعه فرآیندهای مذکور، یون کلرید در الکترولیت کاهش می‌یابد. پس از کاهش غلظت یون کلرید و با حضور ترکیبات -ClO و (Cl2 (aq در محلول و اعمال شرایط لازم، ClO2 تولید می‌شود. با انجام این واکنش و خاتمهٔ تولید ClO2 فرایند فرآوری تکمیل شده و محلول نهایی ذخیره می‌گردد.
HClO + H2O ↔ ClO2 + 3H+ + 3e-
برای تولید ازن ابتدا باید شرایط برای انجام واکنش الکترولیز آب مهیا شود. در این حالت نیم‌واکنش‌های زیر انجام می‌گیرد و در قطب کاتد گاز هیدروژن و در آند گاز اکسیژن تولید می‌شود.
2H2O + 2e- ↔ H2 + 2OH- ……… -۰/۸۲۷۷ V
2H2O ↔ O2 + 4H+ + 4e- ……… -۱/۲۲۹ V
با افزایش ولتاژ سیستم، نیم‌واکنش آند به شکل زیر تغییر می‌یابد:
3H2O ↔ O3 +6H+ +6e- ……… -۱/۵۳ V
این پدیده از سایر اصول و شرایط اعمال شده در الکترولیز تأثیرپذیر است. در این فرایند و در زمان تولید ازن، بوی نافذ ازن در ناحیهٔ خروجی راکتور مشخص است. با ادامهٔ این فرایند و حفظ ثبات شرایط تا حداکثر میزان انحلال ازن در آب می‌توان تولید ازن را ادامه داد. میزان حلالیت ازن در آب ۲۰ درجهٔ سانتی‌گراد، ۵۷۰ میلی‌گرم بر لیتر و در آب صفر درجهٔ سانتی‌گراد ۱۰۵۰ میلی‌گرم بر لیتر است. در مرحلهٔ بعدی با تغییرات اندکی در شرایط واکنش و سطح ولتاژ و پتانسیل، فرایند تولید آب اکسیژنه به وقوع می‌پیوندد.
2H2O ↔ H2O2 + 2H+ + 2e- ……… -۱/۷۷۶ V
لازم است ذکر شود که برای تولید ازن و آب اکسیژنه نیم‌واکنش‌های متفاوتی با سطوح پتانسیل کاهشی متفاوت وجود دارد و در عمل ممکن است هر یک از آن‌ها به وقوع بپیوندد.
O2 + H2O ↔ O3 + 2H+ + 2e- ……… -۲/۰۷۶ V
O2 + 2OH- ↔ O3 + H2O + 2e- ……… -۱/۲۴ V
3H2O ↔ O3 + 6H+ + 6e- ……… -۱/۵۳ V
O2 + 2H+ + 2e- ↔ H2O2 ……… ۰/۷ V
2H2O ↔ H2O2 + 2H+ + 2e- ……… -۱/۷۷۶ V
HO2 + H+ + e- ↔ H2O2 ……… -۱/۴۹۵ V
اعمال شرایط مختلف از جمله تغییرات ولتاژ، جریان، غلظت، pH، دما، دبی و فشار موجب جابجایی نسبی پتانسیل‌های کاهش استاندارد و تغییر در تمایل واکنشی مواد می‌شود. از طرفی گستردگی سطح الکترودها در راکتور (مثلا ۱۲۰۰۰ سانتیمتر مربع)، پدیده‌های ایجاد لایه‌های چندگانه الکترولیتی و شرایط غیریکسان در سطوح الکترودها، باعث تغییرات عمده‌ای از حالت استاندارد در نیم واکنش‌ها می‌گردد.

### سل تولید
اساس عمکرد سل تولید مولتی اکسیدان بر الکترولیز نمک کلرید سدیم و آب استوار است. در این فرایند آنیون‌ها به سمت آند و کاتیون‌ها به سمت کاتد رفته و واکنش‌های مربوطه انجام می‌گیرد.

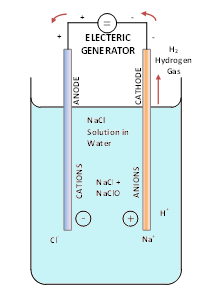
شکل (۱): اصول عملکرد سل الکترولیز نمک طعام

برای تولید محلول مولتی اکسیدان، انواع مختلف سل الکترولیز از جمله غشایی و بدون غشا (دارای انواع تک‌قطبی و دوقطبی) مورد استفاده قرار می‌گیرد. در ادامه دربارهٔ هر یک از این سل‌ها توضیحاتی ارائه می‌شود.

#### سل غشایی
این سل شامل الکترودهای آند و کاتد است که بین آن‌ها یک غشای تعویض یونی قرار گرفته‌است. این غشا قادر است آنیون‌ها را از خود عبور داده و آن‌ها را به سمت آند هدایت کند. در این سل دو ورودی و دو خروجی آب وجود دارد که یک جفت آن‌ها در سمت کاتد و دیگری در سمت آند است.
سل‌های غشایی از نظر نوع غشا دارای مدل‌های مختلفی است. در برخی از آن‌ها غشای تعویض یونی به کار رفته که قادر است کاتیون یا آنیون را از یک طرف به طرف دیگر منتقل کند. در این نوع سل‌ها از یک طرف محلول آب و نمک و از سمت دیگر آب وارد می‌شود. در انواع دیگر غشا تنها به صورت یک دیافراگم بوده و اجازه عبور همهٔ انواع یون‌ها را از یک طرف به طرف دیگر می‌دهد. در این نوع سل‌ها غشا تنها مانع از اختلاط سیال موجود در دو طرف شده و در هر دو سمت محلول آب و نمک وارد می‌شود. به همین دلیل در خروجی محصول این نوع سل، حدود ۳۰ تا ۴۰٪ سدیم در محصول باقی‌مانده و تنها ۶۰ تا ۷۰٪ آن در آب دورریز باقی می‌ماند. در هر دو نوع سل یون‌های کلرید بوسیلهٔ غشا به سمت آند رفته و یون‌های سدیم در سمت کاتد باقی می‌ماند.
نیم‌واکنش انجام شده در نیم‌سل کاتد به صورت زیر است:
2NaCl + 2H2O + 2e- → 2NaOH + 2Cl- + H2
در سمت آند بخشی از یون کلرید اکسید شده و به صورت‌های Cl2، HOCl و مقادیر جزئی ClO2 در آب عبوری در نیم‌سل حل می‌شود. همچنین به علت الکترولیز آب، مقادیر جزئی O3 و O2 در سمت آند تولید می‌شوند.
نیم‌واکنش اصلی در سمت آند عبارت است از:
2Cl- → 2e- + Cl2
Cl- + H2O → HClO + H+ + 2e-
کلر و ترکیبات آن در آب عبوری از نیم‌سل سمت آند به صورت محلول درآمده و با تزریق این محلول به میزان لازم به آب، می‌توان آن را گندزدایی کرد. لازم است ذکر شود محلول خروجی نیم‌سل آند در راکتورهای غشایی اسیدی و pH آن در حدود ۳–۲ می‌باشد. در این شرایط قسمت بیشتری از ترکیبات کلر از نوع گاز کلر محلول در آب بوده و به همین علت محلول دارای بوی شدید و نافذ کلر بوده و سرعت زوال آن بالاست.
برای این نوع سل الکترولیز می‌توان از الکترودهای تیتانیومی ابعاد ثابت استفاده کرد تا از عدم خوردگی در سمت آند اطمینان حاصل شود. به منظور افزایش راندمان و بالا بردن ظرفیت، می‌توان از چند سل غشایی به صورت موازی استفاده نمود.

#### سل بدون غشا
ساختار سل بدون غشا همانند سل غشایی است، با این تفاوت که در آن غشا وجود نداشته و بنابراین، دارای یک ورودی آب و نمک و یک خروجی محصولات است. در این حالت محصولات سمت آند و کاتد با یکدیگر مخلوط بوده و از خروجی سل خارج می‌شود. این نوع سل می‌تواند در انواع تک‌قطبی و دوقطبی مورد استفاده قرار گیرد. در ادامه ساختار سل از این نظر شرح داده می‌شود.

#### انواع چینش سل
سل‌های الکترولیز دارای بیش از یک جفت آند و کاتد دارای دو نوع چینش هستند که شامل چینش تک‌قطبی و دوقطبی است.
چینش تک‌قطبی: در این حالت سل‌ها به صورت موازی چیده شده و بنابراین دارای اختلاف پتانسیل یکسان در هر جفت آند-کاتد هستند. جریان کل سل برابر جمع جریان هر جفت بوده و ولتاژ برابر ولتاژ یک جفت الکترود است. در این حالت ولتاژ کل سیستم کم و جریان آن زیاد است.
چینش دوقطبی: در این نوع چینش فقط الکترود اول و آخر به جریان برق متصل می‌شوند. قطب الکترودهای دیگر متضاد قطبی است که در مقابل آن‌ها است و ولتاژ هر جفت الکترود، بخشی از کل ولتاژ سل است.

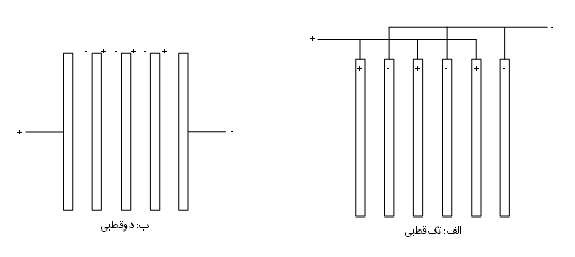
شکل (۲): شکل شماتیک انواع چینش الکترودها در راکتور الکترولیز نمک

چینش دوقطبی در حالت صنعتی به صورت‌های مختلفی در نظر گرفته می‌شود. در یک حالت الکترودهای میانی در یک سمت به عنوان قطب آند و در سمت دیگر به عنوان قطب کاتد عمل می‌کنند (شکل ۲-ب). در حالت دیگر بخشی از صفحه الکترود در دو طرف آند و بخش دیگر آن آند است که نمونه آن در شکل (۳) نشان داده شده‌است.

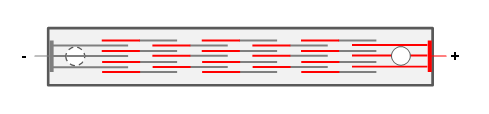
شکل (۳): چینش دوقطبی نوع دوم

## مقایسه‌ها

### مزایای محلول مولتی اکسیدان در مقایسه با سایر روش‌های گندزدایی
استفاده از محلول مولتی اکسیدان برای گندزدایی آب نسبت به سایر روش‌ها مانند هیپوکلریت سدیم و پرکلرین دارای مزایای مختلفی است. قدرت گندزدایی مولتی اکسیدان نسبت به سایر روش‌های کلرزنی بالاتر بوده و در مقایسه با روش‌های دیگر مانند ازن‌زنی و استفاده از اشعهٔ فرابنفش دارای مقدار باقی مانده در آب است. همچنین این روش گندزدایی نسبت به روش‌هایی مانند کلر گازی و ازن‌زنی بسیار ایمن‌تر بوده و خطرات کمتری را ایجاد می‌کند. خلاصه‌ای از مقایسه بین روش‌های گندزدایی در جدول (۱) آورده شده‌است.

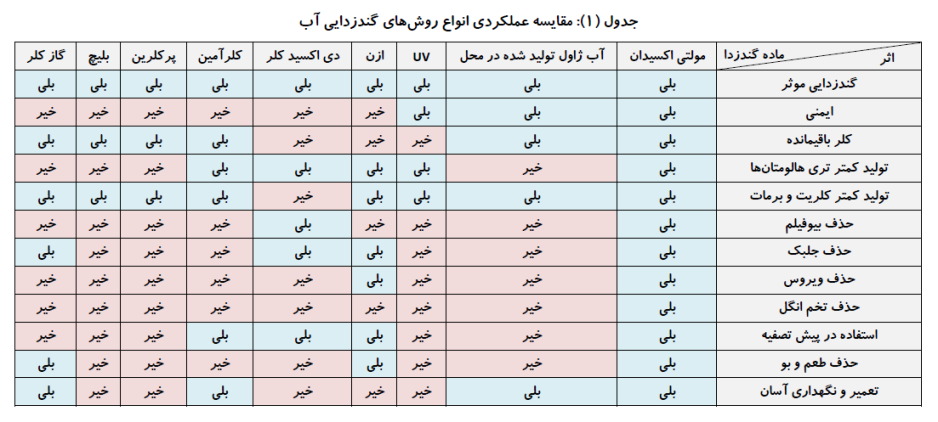

همچنین در جدول (۲) عملکرد محلول مولتی اکسیدان و بلیج از نظر غیرفعالسازی باکتری‌ها و ویروس‌ها مقایسه شده‌است که تقریباً در همهٔ موارد محلول مولتی اکسیدان به لحاظ اثرگذاری مناسبتر بوده‌است.

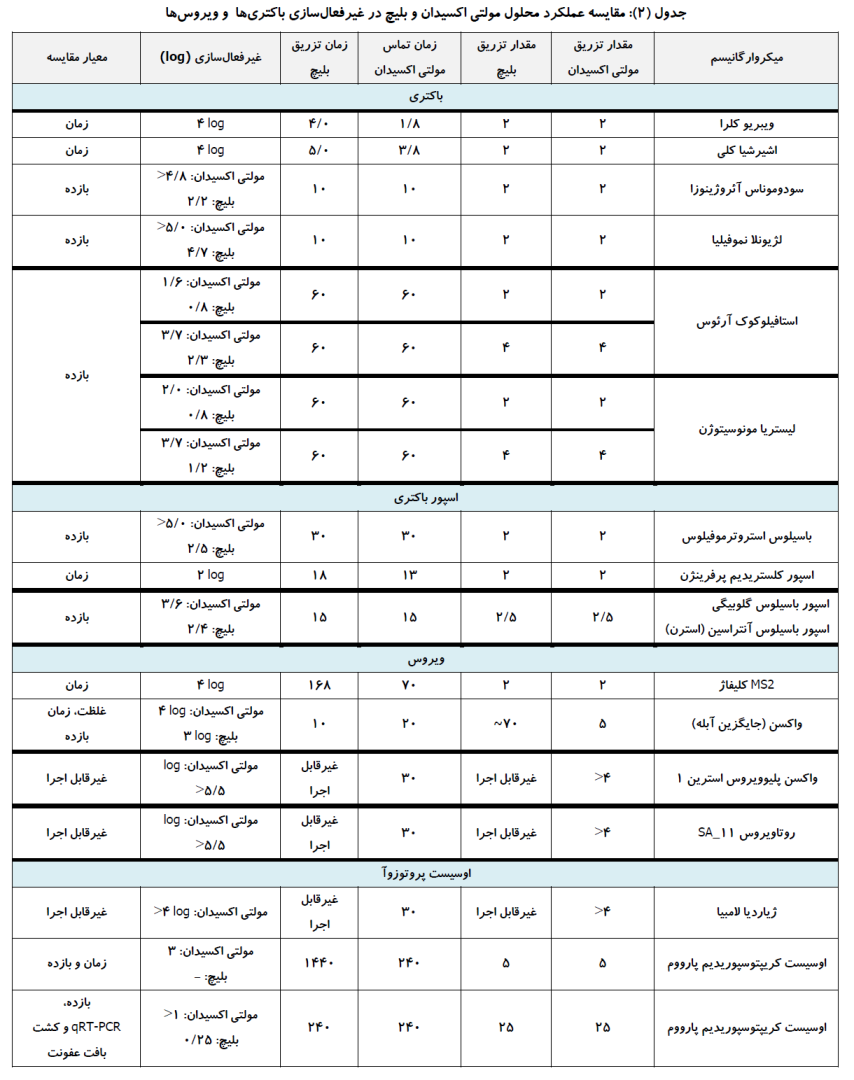

### مقایسهٔ سل غشایی و بدون غشا
سل تولید محلول مولتی اکسیدان عموماً به دو صورت بدون غشا و با غشا عمل می‌کند. هر یک از این ساختارها دارای مزایا و معایبی است که باید به آن‌ها توجه کرد. در خروجی سل بدون غشا، یون سدیم نیز همراه با اکسیدان‌های دیگر خارج شده و وجود آن در سل موجب بالا رفتن pH می‌شود و در نتیجه ترکیب محصولات خروجی را تحت تأثیر قرار می‌دهد. برای نگه داشتن pH در محدودهٔ خنثی می‌توان در ورودی سل به مقدار مورد نیاز اسید کلریدریک اضافه کرد. با این عمل مقادیری از یون کلرید بدون یون سدیم وارد راکتور شده و با الکترولیز آن تبدیل به ترکیبات کلر می‌شود و در عین حال در خروجی pH محلول را تنظیم می‌نماید.
سل‌های دارای غشا نیز دارای مشکلات مختلفی است. در این سل‌ها خروجی یک طرف غشا دارای pH بسیار اسیدی (حدود ۲) و در سمت دیگر بسیار قلیایی است (حدود ۱۲). به این علت و همچنین به دلیل خرابی‌های زیاد غشا (آسیب دیدگی در اثر اعمال جریان الکتریکی و اختلاف pH در طرفین غشا، پارگی در اثر فشارهای فیزیکی و تغییر دبی در دو طرف غشا و موارد دیگر) استفاده از سل غشایی دارای مشکلات بسیار بوده و استفاده از سل بدون غشا در اولویت است. همچنین ترکیبات موجود در خروجی این دو سل متفاوت است که در جدول (۳) مقایسه شده‌اند.

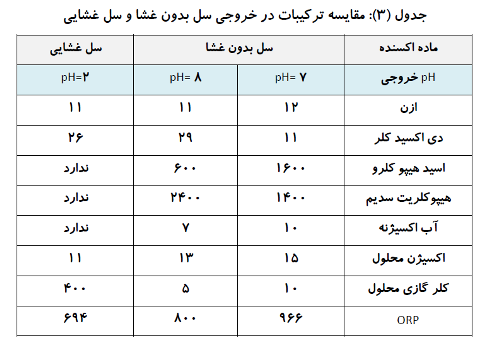

لازم است ذکر شود در سل‌های بدون غشای دوقطبی توزیع ولتاژ در تمام جفت سل‌ها یکسان نبوده و در سل‌های کناری بیش از سل‌های میانی است (شکل ۲-ب). به دلیل همین توزیع غیریکسان ولتاژ در این نوع راکتورها، اکسیدان‌هایی مانند ازن و آب اکسیژنه صرفاً در راکتورهای دوقطبی تولید شده و راکتورهای غشایی توان تولید این ترکیبات را ندارد. همچنین یون هیپوکلریت در pH بیش از ۴ تشکیل شده و بنابراین در خروجی سل غشایی این ترکیب وجود ندارد.
در راکتورهای غشایی حدود ۳۰ الی ۴۰٪ از یون سدیم در محلول باقی می‌ماند و با توجه به مقدار مصرف نمک و غلظت کل مولتی اکسیدان، مقدار یون سدیم ورودی به آب بیشتر از سامانه‌های دوقطبی بدون غشا می‌باشد.
از طرف دیگر در راکتورهای غشایی به دلیل مقاومت بالای غشا و فاصله الکترودها، مصرف برق حدود ۵ برابر، مصرف نمک ۱۵ برابر، مصرف آب ۴ برابر و غلظت محلول تولیدی ۲۰٪ راکتورهای دوقطبی بدون غشا می‌باشد (جدول ۴).

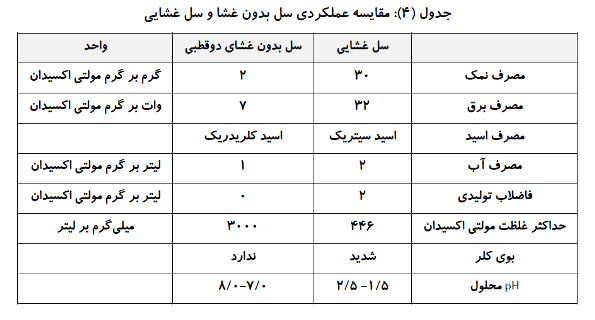

در نگاه کلی برای راکتورهای غشایی به دلیل وجود غشا که ذاتاً عنصری ضعیف و با عمر پایین است، نیاز به سرویس و خدمات و تعویض غشا به صورت دوره‌ای اجتناب‌ناپذیر است. هم‌اکنون در اکثر کشورهای پیشرفته و صاحب تکنولوژی با دریافتن مزیت‌های سامانه‌های بدون غشا و دوقطبی، تکنولوژی ساخت خود را به این سمت تغییر داده‌اند. از جمله این شرکت‌ها MIOX آمریکا می‌باشد که در بیش از ۴۰ کشور دنیا این تکنولوژی را توسعه داده و به‌طور وسیعی از آن بهره‌برداری نموده‌است.